# Nano-NMR
nano-NMRとは微量の試料を核磁気共鳴によって識別、分析する手法。

## 概要
核磁気共鳴の一分野で微量の試料の分析には核磁気共鳴は適さないとされてきたが、近年、ダイヤモンドの結晶中に形成されたダイヤモンド窒素-空孔中心のような高感度磁気センサーを使用することによって微小な試料からの核磁気共鳴信号を高精度で取得できるようになりつつあり、適用範囲の拡大が期待される。高感度化には印加する磁場強度の向上が不可欠だったが、センサーの高感度化によって磁場強度を上げなくても検出が可能になりつつある。従来よりも11桁も少ない超極微量試料からの核磁気共鳴信号を、室温・常圧で検出可能。

## 用途
- 化学組成の分析
- 化学物質の化学構造の確定